# Crucișor
Crucișor (Borválaszút en hongrois) est une commune roumaine du județ de Satu Mare, dans la région historique de Transylvanie et dans la région de développement du Nord-ouest.

## Géographie
La commune de Crucișor est située dans l'est du județ, à la limite avec le județ de Maramureș, dans la plaine du Someș, à 36 km au sud-est de Satu Mare, le chef-lieu du județ.
La municipalité est composée des trois villages suivants (population en 2002) :
- Crucișor (592), siège de la commune ;
- Iegheriște (546) ;
- Poiana Codrului (1 403).

## Histoire
La première mention écrite du village de Crucișor date de 1231 tandis que les villages de Iegheriște et Poiana Codrului apparaissent en 1272.
La commune, qui appartenait au royaume de Hongrie, faisait partie de la principauté de Transylvanie et elle en a donc suivi l'histoire. Les différents villages ont d'abord appartenu à la famille Drágfi avant d'être cédé au XVIIIe siècle aus Károlyi qui encouragèrent l'installation de colons d'origine allemande dans le village de Poiana Codrului.
Après le compromis de 1867 entre Autrichiens et Hongrois de l'empire d'Autriche, la principauté de Transylvanie disparaît et, en 1876, le royaume de Hongrie est partagé en comitats. intègre le comitat de Szatmár (Szatmár vármegye).
À la fin de la Première Guerre mondiale, l'Empire austro-hongrois disparaît et la commune rejoint la Grande Roumanie au traité de Trianon.
En 1940, à la suite du deuxième arbitrage de Vienne, elle est annexée par la Hongrie jusqu'en 1944, période durant laquelle sa petite communauté juive est exterminée par les nazis. Elle réintègre la Roumanie après la Seconde Guerre mondiale au traité de Paris en 1947.

## Politique
| Période                                  | Période  | Identité          | Étiquette | Qualité |
| ---------------------------------------- | -------- | ----------------- | --------- | ------- |
| Les données manquantes sont à compléter. |          |                   |           |         |
| 2008                                     | 2016     | Florinel Andreica | PNL       |         |
| 2016                                     | En cours | Romi Coza         | PSD       |         |

| Parti | Parti                                                 | Sièges |
| ----- | ----------------------------------------------------- | ------ |
|       | Alliance des libéraux et démocrates (ALDE)            | 1      |
|       | Parti national libéral (PNL)                          | 2      |
|       | Parti social-démocrate (PSD)                          | 5      |
|       | Parti national démocrate (PND)                        | 1      |
|       | Parti Mouvement populaire                             | 1      |
|       | Union nationale pour le progrès de la Roumanie (UNPR) | 1      |

Le Conseil Municipal de Crucișor compte 11 sièges de conseillers municipaux. À l'issue des élections municipales de juin 2008, Florinel Andreica (PNL) a été élu maire de la commune.
| Parti                                                | Nombre de conseillers |
| ---------------------------------------------------- | --------------------- |
| Parti démocrate-libéral (PD-L)                       | 4                     |
| Parti national libéral (PNL)                         | 3                     |
| Parti social-démocrate (PSD)                         | 2                     |
| Parti écologiste roumain                             | 1                     |
| Parti de la Nouvelle Génération - Chrétien-démocrate | 1                     |

## Religions
En 2002, la composition religieuse de la commune était la suivante :
- Chrétiens orthodoxes, 88,98 % ;
- Catholiques romains, 5,39 % ;
- Grecs-Catholiques, 5,48 %.

## Démographie
En 1910, à l'époque austro-hongroise, la commune comptait 1 423 Roumains (78,58 %), 269 Hongrois (14,85 %) et 111 Allemands (6,13 %),.
En 1930, on dénombrait 1 492 Roumains (86,44 %), 129 Allemands (7,47 %), 62 Hongrois (3,59 %), 33 Juifs (1,91 %) et 10 Tsiganes (0,58 %).
En 2002, la commune comptait 2 231 Roumains (87,80 %), 78 Hongrois (3,06 %), 200 Tsiganes (7,87 %) et 31 Allemands (1,21 %). On comptait à cette date 813 ménages et 881 logements.
| 1880  | 1890  | 1900  | 1910  | 1920  | 1930  | 1941  | 1956  | 1966  |
| ----- | ----- | ----- | ----- | ----- | ----- | ----- | ----- | ----- |
| 1 306 | 1 271 | 1 531 | 1 811 | 1 667 | 1 726 | 1 819 | 2 040 | 2 439 |

| 1977  | 1992  | 2002  | 2007  | - | - | - | - | - |
| ----- | ----- | ----- | ----- | - | - | - | - | - |
| 2 910 | 2 921 | 2 541 | 2 522 | - | - | - | - | - |

## Économie
L'économie de la commune repose sur l'agriculture (nombreux vergers : pommes, poires, prunes, cerises), l'exploitation des forêts. Une usine de fabrication de verre (bouteilles) est installée à Poiana Codrului depuis le XIXe siècle.

## Communications

### Routes
Crucișor est située sur la route régionale DJ193B qui la relie à Bârsău au sud et à Pomi au nord.

### Voies ferrées
Crucișor est desservie par la ligne des chemins de fer roumains (Căile Ferate Române) Carei-Ardud-Șomcuta Mare.

## Lieux et monuments
- Crucișor, église orthodoxe et grecque-catholique de la Trinité (Trei Sfinți) datant de 1850[11].
- Poiana Codrului, traces d'un château daté des XIIIe et XIVe siècles[10].
- Poiana Codrului, église catholique romaine datant de 1838[11].
- Iegheriște, église orthodoxe des Sts Archanges datant de 1880[11].

## Jumelage
- Crucișor entretient des liens étroits avec la commune de Camors, en France depuis 2000[12].